# Forza Democratica di Romania
Forza Democratica di Romania (in rumeno: Forța Democrată din România, FD) conosciuta anche come Forza Democratica, è stata una formazione politica rumena, senza rappresentanza parlamentare, istituita e guidata da Petre Roman.

## Storia

### Fondazione ed elezioni del 2004

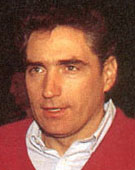
Petre Roman nel 1989

Dopo il tracollo alle elezioni parlamentari del 2000, nel 2001 l'ex primo ministro e presidente del Partito Democratico (PD) Petre Roman perse la guida del partito di fronte all'avversario Traian Băsescu, eletto nuovo leader dal congresso del PD. Contrario alla scelta, Roman accusò ripetutamente la nuova dirigenza di aver stravolto l'identità del partito da lui fondato nel 1993 fino a quando, nel 2004, prese la decisione di abbandonare il PD e creare una nuova formazione politica.
Il 13 febbraio 2004, infatti, presentò il progetto per la nascita di Forza Democratica di Romania (FD), gruppo di centro-sinistra di «orientamento radicale democratico», che si proponeva di diventare in alternativa al PD uno dei maggiori partiti di opposizione al Partito Social Democratico (PSD), in quel momento al governo, pur senza disdegnare delle eventuali e necessarie alleanze con quest'ultimo. Tra i membri fondatori figuravano l'analista politico Daniel Barbu, l'ex senatore PD Nicolae Dide, l'ex ministro della difesa Nicolae Spiroiu, l'ex segretario di stato del ministero dell'industria Nicolae Stăiculescu, la figlia di Roman Oana, oltre a Emerich Jenei, Cezarina Mănișor, Dan Zamfir e Nicolae Grădinaru. Băsescu, in ogni caso, affermò di non essere preoccupato dall'addio di Roman.
Registrato ufficialmente presso il tribunale di Bucarest il 3 maggio 2004, Forza Democratica di Romania partecipò alle elezioni amministrative dell'estate di quell'anno, riuscendo ad ottenere la nomina di 11 sindaci e 344 consiglieri locali. Il 20 novembre dello stesso anno concorse alle elezioni parlamentari ma, malgrado le aspettative del suo fondatore, il partito rimase sotto l'1%. Lo stesso Roman provò la candidatura alla presidenza della repubblica, conseguendo appena l'1,35% delle preferenze, mentre Băsescu riuscì a conquistare il titolo di presidente grazie al sostegno di PD e PNL.

### Rappresentante dei pensionati e ultimi anni
Marginale per la vita politica romena, nel maggio del 2007 il partito fu ridenominato Forza Democratica (romeno: Forța Democrată) e, come da dichiarazione del suo presidente, cercò di appellarsi al corpo elettorale costituito dai pensionati romeni, promettendo la realizzazione di una maggiore giustizia sociale. Per tornare alla ribalta Roman cercò persino un'intesa con Ion Iliescu, leader de facto del PSD, per la creazione di un'ampia alleanza socialdemocratica, ma l'incontro tra i due gruppi di centro-sinistra non ebbe seguito a causa dello scarso interesse del PSD.
Nella parte finale del 2007 fece scalpore l'annuncio di Roman di voler cambiare il nome di FD in Partito Democratico, dopo che questo era stato ridenominato Partito Democratico Liberale (PD-L). Mentre da una parte attirò le critiche dei dirigenti del nuovo PD-L Cristian Rădulescu ed Emil Boc, nelle intenzioni di Roman l'acquisizione del nome storico del PD avrebbe significato la riappropriazione del suo patrimonio ideologico e dei suoi valori legati alla socialdemocrazia e all'europeismo. Il tribunale di Bucarest, tuttavia, respinse la richiesta formalizzata dalla conferenza nazionale straordinaria di FD tenutasi il 10 febbraio 2008 e il partito mantenne il proprio nome.
Come preannunciato da Roman, nel 2008 fu realizzata un'alleanza elettorale tra FD e diverse associazioni di pensionati sotto il nome di Unione dei pensionati e della solidarietà sociale (romeno: Uniunea Pensionarilor și a Solidarității Sociale, UPSS), che prese parte alle elezioni amministrative celebratesi in estate, ottenendo appena 23 consiglieri locali. Visti gli scarsi risultati, Forza Democratica non partecipò alle elezioni parlamentari in programma in autunno, mentre Roman trovò persino un accordo con il partito di centro-destra del Partito Nazionale Liberale (PNL) per la propria candidatura alla camera nella circoscrizione estero. Il PNL, tuttavia, non riuscì ad ottenere alcun seggio nella sezione e Roman rimase fuori dal parlamento.
FD rimase attiva solamente a livello locale e, in occasione delle elezioni amministrative del 2012, vinse solamente un posto di consigliere. L'ennesima sconfitta portò il partito allo scioglimento, mentre Petre Roman, pienamente membro del PNL, dopo le elezioni legislative del 2012 conseguì un seggio da deputato per il distretto di Brașov.
Forza Democratica, quindi, fu cancellata d'ufficio dal registro dei partiti politici del tribunale di Bucarest il 27 giugno 2013.

## Risultati elettorali
| Elezione          | Elezione | Voti   | %    | Seggi   |
| ----------------- | -------- | ------ | ---- | ------- |
| Parlamentari 2004 | Camera   | 79.376 | 0,78 | 0 / 332 |
| Parlamentari 2004 | Senato   | 95.953 | 0,94 | 0 / 137 |

| Elezione           | Elezione | Candidato   | Voti    | %    | Esito                |
| ------------------ | -------- | ----------- | ------- | ---- | -------------------- |
| Presidenziali 2004 | I turno  | Petre Roman | 140.702 | 1,35 | ❌ Non eletta/o (7º) |